# Champagne (single)
Champagne is een single van de Belgische rockband Millionaire. Het nummer maakt deel uit van het album Outside the Simian Flock (2001) en werd in 2003 uitgebracht als single. Het nummer werd tevens gebruikt als intro voor het televisieprogramma Probleemwijken (2005).  

## Achtergrond
In 2001 bracht Millionaire het debuutalbum Outside the Simian Flock uit. Twee jaar later werd "Champagne" als derde single van het album uitgebracht. Het nummer werd een hit en groeide uit tot het bekendste werk van de groep. In lijstjes van beste Belgische nummers aller tijden eindigt "Champagne" regelmatig in de top tien. Daarnaast maakt het nummer ook deel uit van tal van compilatiealbums, waaronder De Afrekening 30 (2003), Bel 2000 – De beste Belpop van 2000>2004 (2009) en Pukkelpop 25 Years (2010).
De cd-versie van de single bevat ook het nummer "Petty Thug" en een live-versie van "Champagne" die werd opgenomen bij Studio Brussel. De vinyl van de single heeft het nummer "I Know" als B-kant.

## Videoclip
Als videoclip gebruikte de band de Franse korte film Argent content (2000), ook bekend onder de Engelstalige titel Easy Money. In de korte zwart-witfilm van regisseur en rolschaatser Phil Dussol is te zien hoe enkele rolschaatsers een overval plegen in Parijs en op spectaculaire wijze wegvluchten.
Omdat "Champagne" een hoofdzakelijk instrumentaal nummer is, ging Millionaire-frontman Tim Vanhamel op zoek naar een verhaaltje om het nummer te begeleiden als videoclip. Omdat Argent content zo goed paste bij het nummer werd besloten om de achttien minuten durende korte film te herleiden tot een zes minuten durende clip. Eerder hadden ook The Rolling Stones en Beastie Boys aan Dussol gevraagd om beelden van de korte film te mogen gebruiken voor een videoclip, maar de Franse regisseur had hen geen toestemming gegeven.
In 2004 werd de videoclip van "Champagne" op de ZAMU Awards uitgeroepen tot de "beste videoclip van de afgelopen tien jaar". In april 2011 werd de clip door de luisteraars van Studio Brussel verkozen tot de beste Belgische videoclip aller tijden.